# جزيرة بانسيك
جزيرة بانسيك وهي جزيرة من جزر إندونيسيا، وتقع مقاطعة باسر في إقليم كالمنتان الشرقية في إندونيسيا.